# نادي الشباب (الإمارات)
نادي الشباب العربي نادي كرة قدم إماراتي، كان يلعب في دوري الخليج العربي للمحترفين. تأسس عام 1958 ومقره في دبي (الممزر)، تم حل النادي في عام 2017 ودمجه مع ناديي دبي والأهلي لتكوين نادي شباب الأهلي دبي.

## تاريخ
تأسس نادي الشباب العربي عام 1972 بعد دمج نادي دبي الذي كان يطلق عليه الخليج سابقاً مع نادي العربي، وقد أطلق على الكيان الجديد اسم نادي الشباب العربي وأشهر النادي الجديد في مارس العام 1974.
وهو يختلف عن نادي الشباب الذي تأسس سنة 1958 والذي تكوّن منه النادي الأهلي في دبي وذلك بعد اندماجه مع نادي الوحدة في دبي ونادي النجاح.

## دمج النادي
أمر الشيخ محمد بن راشد آل مكتوم، بدمج «نادي الشباب العربي الرياضي»، و«نادي دبي الثقافي الرياضي» مع «النادي الأهلي الرياضي» في كيان واحد يحمل اسم «نادي شباب الأهلي - دبي» برئاسة حمدان بن محمد بن راشد آل مكتوم ولي عهد دبي ويعاونه مكتوم بن محمد بن راشد آل مكتوم نائب حاكم دبي كنائبٍ أولٍ للرئيس، وأحمد بن محمد بن راشد آل مكتوم رئيس مؤسسة محمد بن راشد آل مكتوم للمعرفة كنائبٍ ثانٍ، بالإضافة إلى عدد من أصحاب الكفاءة والخبرة يصدر بتعيينهم قرار من رئيس النادي.
في عام 1972 عُقد اجتماع لدمج النادي العربي الذي يرأسه محمد النَيـّار، ونادي دبي الذي يرأسه أحمد سيف بالحصا وتم تسميته نادي الشباب العربي.

## البطولات

### 1980/1981: كأس رئيس الدولة بنتيجة 1/3 على حساب نادي العين.
1984/1985 : دورة عيلان بنتيجة 0/1 على حساب نادي الوصل.
1989/1990 : كأس رئيس الدولة بنتيجة 1/2 على حساب نادي العين.
1989/1990 : بطولة الدوري.
1991 : رابع أسيا  في بطولة كأس الكؤوس الآسيوية التي أقيمت في قطر.
1992 : بطولة كأس التعاون الخليجي -أقيمت في سلطنة عمان.
1993 : وصيف بطل كأس التعاون الخليجي - أقيمت في المملكة العربية السعودية.
1993/1994 : كأس رئيس الدولة بنتيجة 0/1 على حساب نادي العين.
1994/1995 : بطولة الدوري.
1996/1997 : كأس رئيس الدولة بالركلات الترجيحية على حساب نادي النصر.
2007/2008 : بطولة الدوري.
2010/2011 : بطولة كأس اتصالات بنتيجة 2/3 على حساب نادي العين.
2011 : كأس التعاون الخليجي على حساب الاهلي.
2015 : بطولة كأس التعاون الخليجي بالركلات الترجيحية على حساب السيب العماني.